# Romeo Must Die
Romeo Must Die är en amerikansk actionfilm från 2000 i regi av Andrzej Bartkowiak. Huvudrollerna spelas av Aaliyah och Jet Li. Filmen var sångerskan Aaliyahs debut som skådespelare. Aaliyah sjöng också "Are You Feelin' Me?" i filmens soundtrack. Hon avled senare i en flygkrasch augusti 2001. Rollen som Han spelas av Jet Li, som har en stor film-karriär bakom sig och är en mästare på kampsport.

## Handling
Han Sung (Jet Li) är en hård före detta polis från Hongkong som kommer till USA för att utkräva hämnd på dem som mördade hans bror Po, som var medlem av en asiatisk maffiafamilj vars ledare är Hans och Pos far. Han Sung blir inblandad i ett maffiakrig men blir också förälskad i Trish O'Day (Aaliyah), dottern till det rivaliserande gängets ledare Isaak O'Day (Delroy Lindo).

## Rollista i urval
- Jet Li – Han Sing
  - Jonross Fong – Han Sing, som ung
- Aaliyah – Trish O'Day
- Isaiah Washington – Mac
- Russell Wong – Kai
- DMX – "Silk"
- Delroy Lindo – Isaak O'Day
- D. B. Woodside – Colin O'Day
- Henry O – Chu Sing
- Anthony Anderson – Maurice